# Disputa sobre el nombre de la República de China
La disputa sobre el nombre de la República de China ha variado según la situación geopolítica. Inicialmente, se solía llamar al régimen demócratico sucesor de la Dinastía Qing como «China» de forma coloquial y «República de China» de forma oficial hasta 1971, cuando el régimen de la República Popular China sustituyó a la del régimen de la República de China como representante legítimo exclusivo de «China». Para distinguir a la República de China de la República Popular China, ha habido una corriente creciente de apoyo al uso de «Estado/República de Taiwán» en lugar de «Estado/República de China» para representar a la isla.

## Posición internacional

### Naciones Unidas
Las Naciones Unidas prefieren evitar el término «República de China», incluso en la Resolución 2758 de la Asamblea General del 25 de octubre de 1971 evitó usar el término de la República del entonces presidente Chiang Kai-shek que ya había sido expulsado de la China continental por el Partido Comunista:

La Asamblea General, Recordando los principios de la Carta de las Naciones Unidas, Considerando que la restitución de los legítimos derechos de la República Popular China es indispensable para salvaguardar la Carta de las Naciones Unidas y para la causa que la Organización ha de servir de conformidad con la Carta, Reconociendo que los representantes del Gobierno de la República Popular China son los únicos representantes legítimos de China ante las Naciones Unidas, y que la República Popular de China es uno de los cinco miembros permanentes del Consejo de Seguridad, Decide restituir a la República Popular China todos sus derechos y reconocer a los representantes de su gobierno como únicos representantes legítimos de China ante las Naciones Unidas, así como expulsar inmediatamente a los representantes de Chiang Kai-shek del puesto que ocupan ilegalmente en las Naciones Unidas y en todos los organismos con ellas relacionados.

En los Juegos Olímpicos y las competiciones de deporte la República de China utiliza el nombre de «China Taipéi». Los pocos Estados que mantienen relaciones diplomáticas con Taiwán, utilizan el término de «República de China».